# Woskownik pozrastany

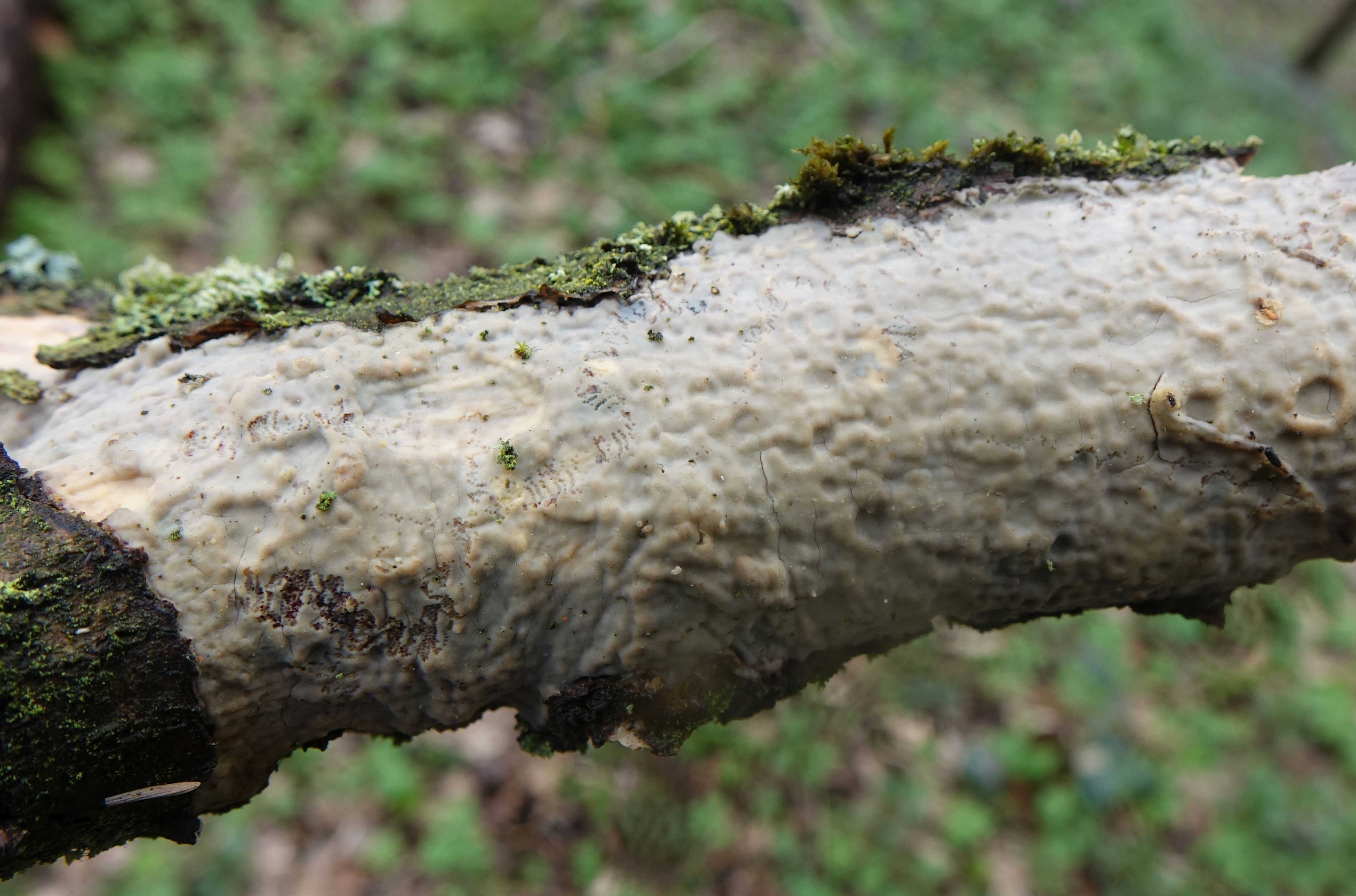

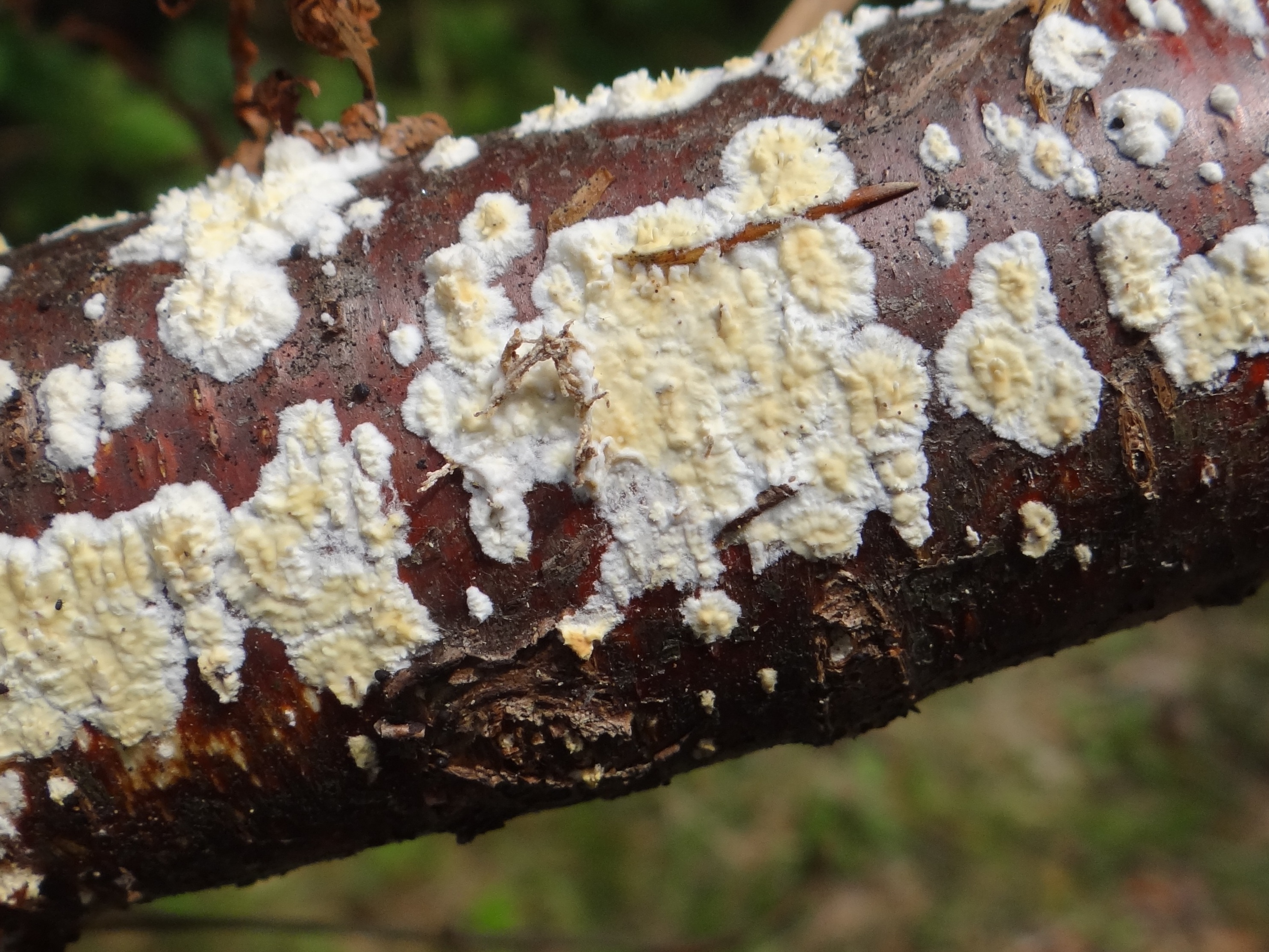

Woskownik pozrastany (Radulomyces confluens (Fr.) M.P. Christ.) – gatunek grzybów z rodziny Radulomycetaceae.

## Systematyka i nazewnictwo
Pozycja w klasyfikacji według Index Fungorum: Radulomycetaceae, Agaricales, Agaricomycetidae, Agaricomycetes, Agaricomycotina, Basidiomycota, Fungi.
Po raz pierwszy takson ten zdiagnozował w roku 1815 Elias Fries nadając mu nazwę Thelephora confluens. Obecną, uznaną przez Index Fungorum nazwę nadał mu w roku 1960 Mads Peter Christiansen, przenosząc go do rodzaju Radulomyces.
Synonimów nazwy naukowej ma około 30. Niektóre z nich:

- Cerocorticium confluens (Fr.) Jülich & Stalpers 1980
- Corticium albidum Boud. 1906
- Corticium caesioalbum (P. Karst.) Sacc. 1888
- Corticium confluens (Fr.) Fr. 1838
- Corticium cremoricolor Berk. & M.A. Curtis 1873
- Corticium laevissimum (P. Karst.) Sacc. 1888
- Corticium tephroleucum Bres. 1902
- Hypochnus confluens (Fr.) Bonord. 1851
- Poria caesioalba (P. Karst.) Sacc. 1888
- Radulomyces cremoricolor (Berk. & M.A. Curtis) Ginns & M.N.L. Lefebvre 1993
- Thelephora confluens Fr. 1815[2].

Polską nazwę nadał Władysław Wojewoda w 1973 r.

## Morfologia
OwocnikRozpostarty, ściśle przylegający do podłoża, skórzasty, cienki (grubość 0,1–0,5 mm). Morfologicznie jest bardzo zmienny. Jego rozmiar jest bardzo różny – od bardzo małego do bardzo dużego. Również kształt jest bardzo zmienny – od kolistego lub owalnego do różnokształtnego. Jest higrofaniczny, wskutek czego jego barwa zależy od wilgotności; w stanie wilgotnym jest biało-szary lub szarawy, często z różowym lub fiołkowym odcieniem, w stanie suchym białawy lub żółty. Powierzchnia jest gładka i woskowata, obrzeża zwykle strzępiaste.
Cechy mikroskopoweWszystkie strzępki ze sprzążkami. Te w subhymenium mają grubość 1–3 μm, są cienkościenne i silnie rozgałęzione, pozostałe są zasadniczo równoległe do podłoża, cienkościenne i mają grubość do 3 μm. Cystyd brak. Podstawki mają rozmiar 35-55 × 6–9 μm, posiadają liczne krople oleju i 4 sterygmy. Zarodniki o kształcie od elipsoidalnego do wrzecionowatego i rozmiarach 8-12 × 6,5–9 μm. Mają ściany z kropelkami oleju, powierzchnię gładką, nieamyloidalną.

## Występowanie i siedlisko
W Europie i Ameryce Północnej jest pospolity, występuje także w Azji, Ameryce Południowej i Australii. W Polsce jest bardzo pospolity.
Nadrzewny grzyb saprotroficzny powodujący białą zgniliznę drewna. Rośnie na korze i zbutwiałym drewnie opadłych lub wiszących gałęzi, kłód i pniaków, głównie na drzewach liściastych, ale w odpowiednich stanowiskach również na iglastych. Szczególnie powszechny jest w siedliskach wilgotnych, w pobliżu wody, np. w łęgach i olsach nadrzecznych. Występuje w różnego typu lasach, również w parkach i ogrodach, gdzie rozwija się na martwych gałęziach drzew, krzewów i żywopłotów.